# La muerte de Mikel
La muerte de Mikel és una pel·lícula dramàtica Euskalduna, dirigida per Imanol Uribe, que es va estrenar l'1 de gener de 1984. Es va convertir en un gran èxit de crítica i taquilla, recaptant més de 20 milions de pessetes (120.000 euros).
A la pelicula es retrata la identitat i els esdeveniments del País Basc en la dècada de 1980-1990 i forma part de l'anomenada trilogia basca d'Uribe.

## Argument
Mikel és farmacèutic en un poble biscaí. Encara que prové d'una família burgesa conservadora, ell milita a l'esquerra abertzale. El seu matrimoni va de mal en pitjor va pitjor a causa de les seves inclinacions homosexuals, els intents de repressió de les quals el tenen a la vora de la crisi nerviosa i el suïcidi.
Després de provocar la seva separació matrimonial amb una agressió a la seva dona, coneix en un cabaret a un transformista amb el qual comença una relació. Quan s'estén el rumor de la seva orientació sexual no rep suport ni del seu cercle d'amistats, ni de la seva família, ni dels seus companys de partit, que immediatament el treuen de les llistes electorals. Coincidint amb tot això, la policia el deté per haver auxiliat un etarra ferit en el passat. En negar-se a facilitar informació és torturat, però posteriorment és alliberat per tractar-se de fets amnistiats al començament de la democràcia.
El clima que es crea per la seva sortida de l'armari, lluny d'espantar-lo, li fa planejar abandonar el poble per viure en llibertat a Bilbao. Però abans d'arribar a fer-ho apareix mort sobtadament, suggerint-se que l'ha matat la seva pròpia mare per evitar l'escàndol. Llavors, els mateixos companys de partit que l'havien apartat, s'apressen a utilitzar políticament la seva estranya mort.

## Repartiment
- Imanol Arias: Mikel
- Martín Adjemián: Martín
- Ramón Barea: Jon Uriarte
- Montserrat Salvador: Doña María Luisa, mare de Mikel
- Xabier Elorriaga: Iñaki, germà de Mikel
- Amaia Lasa: Begoña, dona de Mikel
- Alicia Sánchez: Arantxa
- Carmen Chocarro: Maite
- Daniel Dicenta: inspector
- Fernando Telletxea: Fama, el travesti